# Tmesisternus andreas
Tmesisternus andreas är en skalbaggsart som först beskrevs av Kriesche 1926.  Tmesisternus andreas ingår i släktet Tmesisternus och familjen långhorningar. Inga underarter finns listade i Catalogue of Life.